# عبد العزيز أبو غوش
عبد العزيز عبد الرحمن عبد العزيز أبو غوش (أبو جهاد؛ وُلد في عام 1949 في البيرة - تُوفي في 7 أبريل 2018 في إندونيسيا) دبلوماسي فلسطيني لاجئ.

## حياته
وُلد أبو غوش لأسرة فلسطينية تشردت بسبب المليشيات الصهيونية من قرية عمواس في قضاء القدس بعد حرب 1948، واستقرت في مدينة البيرة حيث وُلد. لاحقًا عادت الأسرة إلى قرية عمواس. تلقى تعليمه المدرسي الابتدائي والإعدادي في عمواس، والثانوي في مدرسة الرشيدية في مدينة القدس. دمر الجيش الإسرائيلي قرية عمواس في حرب 1967. انضم إلى حركة فتح في عام 1968 بعد زيارته الأردن. درس في كلية بيرزيت سنتين لم يكملهما حيث سافر لدراسة الهندسة في الجامعة الأمريكية بأنقرة. اعتقلته إسرائيل عند عودته عام 1971 لمدة أسبوعين ولاحقًا عاد إلى تركيا.
ساهم في تأسيس مكتب منظمة التحرير الفلسطينية في تركيا في عام 1979. عُين في عام 1982 سفيرًا لمنظمة التحرير الفلسطينية في تنزانيا، وسفيرًا غير مقيم لدى دول سيشل، وموزمبيق وجزر القمر. عُين في عام 1990 مندوبًا لدولة فلسطين لدى منظمة التعاون الإسلامي في جدة، وكان مساعدًا لأمين عام المنظمة. وشغل بين عامي 2006 و2013 منصب سفير دولة فلسطين لدى ماليزيا.

## وفاته
تُوفي في 25 يناير 2015 في إندونيسيا حيث كان يقوم بزيارة إثر نوبة قلبية ودُفن فيها.